# Вейгельтизавриды
Вейгельтизавриды (лат. Weigeltisauridae) — семейство вымерших базальных диапсидных рептилий. Морфология представителей семейства свидетельствует о их адаптации к древесному образу жизни и планирующему полёту (консолидация крестца, характерное для древесных форм строение кисти, пневматизация костей черепа и элементов латеральной кожной складки и др.).
Представители вейгельтизаврид известны по окаменелостям из отложений пермского периода Мадагаскара, Германии, Великобритании и России. Один вид под названием Wapitisaurus problematicus был описан из нижнего триаса Канады, но плохая сохранность окаменелостей оставляет сомнения в его принадлежности к семейству вейгельтизаврид.
Способность к планирующим перелётам у вейгельтизаврид достигалась за счёт наличия по бокам тела широких кожных мембран, поддерживаемых полыми стержневидными окостенениями (ложными рёбрами). Строение этого образования позволяло им складывать перепонку после приземления на субстрат и менять ее положение во время полёта.
Широкое распространение вейгельтизаврид свидетельствует о таком же широком распространении в позднем пермском периоде разрежённых высокоствольных лесных массивов, наиболее пригодных для формирования планирующих форм и их дальнейшего территориального расселения.

## Систематика
Практически все пермские представители семейства, за исключением недавно открытых восточноевропейских видов (род Rautiania Bulanov & Sennikov, 2006), относятся к роду Coelurosauravus. Типовой вид рода Coelurosauravus elivensis Piveteau, 1926 является самым первым описанным представителем семейства. В 1930 году Й. Вайгельтом из сланцев Мансфельда в Германии был описан первый представитель вейгельтизаврид (под названием Palaeochamaeleo jaekeli) с хорошо сохранившимся черепом. Данный образец в дальнейшем был основой для обсуждения положения группы среди рептилий, которое трактовалось весьма широко в зависимости от интерпретации различными авторами строения заглазничного отдела черепа экземпляра. В настоящее время принимается принадлежность вейгельтизаврид к диапсидам, однако данное положение требует дальнейшего обоснования. Родовое название Palaeochamaeleo в дальнейшем было заменено на Weigeltisaurus О. Кюном, который также ввёл в систему семейство Weigeltisauridae. Со временем, С. Эванс и Х. Хаубольд повторно изучили типовые материалы видов Coelurosauravus elivensis и Weigeltisaurus jaekeli, и интерпретировали отличия между «южной» и «северной» формами недостаточными для их разделения на родовом уровне. В ходе этой ревизии род Weigeltisaurus был признан невалидным, а в состав рода Coelurosauravus добавился вид С. jaekeli, при этом название самого семейства было заменено на Coelurosauravidae. При этом было нарушено положение 40.1 Международного кодекса зоологической номенклатуры, в связи с чем переименование семейства Weigeltisauridae в Coelurosauravidae не было правомерным, и в 2010 году русские палеонтологи В. В. Буланов и А. Г. Сенников восстановили прежнее название семейства — Weigeltisauridae.